# Wiktorowka (rejon sudżański)
Wiktorowka (ros. Викторовка) – wieś (ros. деревня, trb. dieriewnia) w zachodniej Rosji, w sielsowiecie małołokniańskim rejonu sudżańskiego w obwodzie kurskim.

## Geografia
Miejscowość położona jest nad rzeką Małaja Łoknia, 12 km od granicy z Ukrainą, 1,5 km od centrum administracyjnego sielsowietu małołokniańskiego (Małaja Łoknia), 15,5 km od centrum administracyjnego rejonu (Sudża), 82 km od Kurska.
W granicach dieriewni znajduje się 49 posesji.

## Demografia
W 2010 r. miejscowość zamieszkiwało 108 osób.